# Twig
Twig — компилирующий обработчик шаблонов с открытым исходным кодом, написанный на языке программирования PHP. Армин Ронахер написал Twig в 2008 году для платформы блогов Chyrp. Он больше не возвращался к разработке и в большей степени занимался разработкой на Python. Синтаксис языка шаблонов Twig берёт начало от движков шаблонов Jinja и Django, первый из которых также создан Ронахером. Идею данного шаблонизатора развивает и поддерживает Фабьен Потенсье, ведущий разработчик и идеолог фреймворка Symfony, в котором Twig используется по умолчанию.
Сам Фабьен рассказывает о нём:

Когда я приступил к поиску PHP-шаблонизатора, я сосредоточился на библиотеках, копирующих поведение Django. Спустя несколько часов «гугления» был найден Twig. Его автором является Armin Ronacher, известный по проекту Jinja (шаблонизатор для Python). Несомненно, я испытываю крайнее уважение к Армину за его замечательную работу над Jinja. Twig скорее похож на Jinja, чем на Django, как описано в реализации.
Когда я взглянул на код, я сразу понял что это то, что я ищу. Главное отличие от Calypso состоит в том, что Twig компилирует шаблоны в обычный PHP-код. Я начал использовать эту библиотеку и в конце этой недели спросил у Армина, не желает ли он дать своему проекту новую жизнь. Его ответ был полон энтузиазма, и я приступил к изучению кода. Моя версия сильно отличается от версии Армина, но «лексер» и «парсер» сохранены почти в исходном виде.
Я потратил всего несколько дней на работу над кодом, но я уже горжусь результатом и думаю что пора показывать библиотеку публично. Вчера я написал документацию и сделал простой сайт. Осталось ещё много работы: закончить документацию, добавить тесты и PHPDoc; но код уже целостен и функционален:
- Встроенное наследование шаблонов (шаблоны компилируются как классы)
- Автоматическое экранирование (отсутствие дополнительного времени на запуск — все делается во время компиляции)
- Сверхбезопасный режим «песочницы» (список допустимых тегов, фильтров и методов которые разрешены в шаблоне)
- Расширяемость: вы можете переписывать все что угодно, даже функции ядра, написав расширение; также можно манипулировать AST перед компиляцией. Используя эти возможности, вы можете создать даже свой собственный DSL-язык, ориентированный на ваше приложение.

Несмотря на то, что Twig самый функциональный шаблонизатор, он ещё и самый быстрый.

Перевод статьи из личного блога

## Синтаксис
- {{ ... }} вывести значение переменной
- {# ... #} комментарии.
- {% ... %} запустить команду
  - {% set foo = 'bar' %}
  - {% if i is defined and i == 1%} ... {% endif %}
  - {% for i in 0..10 %} ... {% endfor %}

## Пример
Пример ниже демонстрирует некоторые основные особенности Twig.
```
{%
 
extends
 
"base.html"
 
%}

{%
 
block
 
navigation
 
%}

    
<
ul
 
id
=
"navigation"
>

    
{%
 
for
 
item
 
in
 
navigation
 
%}

        
<
li
>

            
<
a
 
href
=
"
{{
 
item.href
 
}}
"
>

                
{%
 
if
 
item.level
 
==
 
2
 
%}
&nbsp;&nbsp;
{%
 
endif
 
%}

                
{{
 
item.caption
|
upper
 
}}

            
</
a
>

        
</
li
>

    
{%
 
endfor
 
%}

    
</
ul
>

{%
 
endblock
 
navigation
 
%}

```